# Hippocentrum murphyi
Hippocentrum murphyi är en tvåvingeart som beskrevs av Austen 1912. Hippocentrum murphyi ingår i släktet Hippocentrum och familjen bromsar. Inga underarter finns listade i Catalogue of Life.